# 西七急村
西七急村，是中华人民共和国河北省邯郸市永年区辛庄堡乡下辖的一个村级行政单位。

## 交通
- 南北方向：083乡道、214省道
- 东西方向：115乡道、036省道、311省道